# Вайнштейн, Лев Яковлевич
Лев Я́ковлевич Вайнште́йн (13 мая 1941, Москва — 7 марта 1990) — советский актёр, театральный режиссёр и педагог.

## Биография
В 1968 году окончил ГИТИС (курс Ю. А. Завадского).
Ещё студентом снялся в нескольких фильмах, в числе которых: «Республика ШКИД» (Янкель) и в фильме «Хроника пикирующего бомбардировщика». Работал режиссёром в Московском театре «Современник».
В конце 1970-х эмигрировал в США. Как актёр и режиссёр долго не мог реализоваться, работал таксистом, швейцаром. Затем переехал в Вашингтон, где работал радиожурналистом. Организовал актёрскую студию, работал театральным режиссёром, поставил спектакли, в том числе по пьесам русских драматургов на английском языке («Дядя Ваня» А. П. Чехова и др.). В 1988 году режиссёр Геннадий Полока предложил Вайнштейну, приехавшему на короткое время в СССР, сыграть роль в фильме «А был ли Каротин?». Лев Вайнштейн вернулся в США, готовился к приезду в Москву и, поскольку был человеком импульсивным и нервным, не смог пережить стресса возвращения в профессию — скончался от инфаркта. Это случилось 7 марта 1990 года. Слухи о том, что Вайнштейн погиб от случайной пули в нью-йоркском баре, не соответствуют действительности. Прах захоронен на Донском кладбище.
Заслуженный искусствовед Сергей Бархин вспоминал позднее особенности его характера, отмечая, в частности, что Вайнштейну были присущи «абсолютная неразборчивость в еде и абсолютная независтливость в профессиональных делах».

## Фильмография
- 1965 — Двадцать лет спустя — Моисей
- 1966 — Республика ШКИД — Янкель
- 1966 — Крылья — член худсовета
- 1967 — Хроника пикирующего бомбардировщика — штурман Вениамин Борисович Гуревич
- 1968 — Наши знакомые
- 1970 — Салют, Мария!
- 1971 — Слушайте на той стороне — Воробьёв
- 1973 — За час до рассвета — Яша Кацман, аптекарь из Жмеринки